# 寶藏

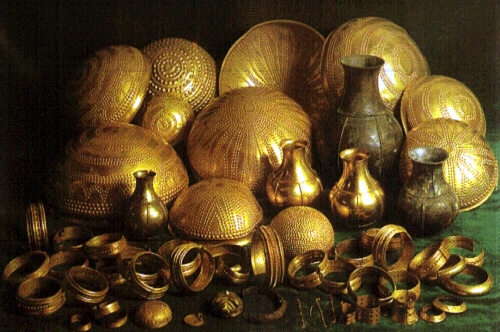
維耶納寶藏：歐洲最重要的史前黃金餐具發現。

寶藏通常指由古代遺留下來，被隱藏起來或者是已經被遺忘的財富，可以是古文明的遺產、帝王的墓穴、沉船的遺跡，或者是軍隊或海盜所隱藏的財富。在某些地區，如英國，對寶藏有明確的法律定義（見：《1996年寶藏法令》）。尋寶亦都是眾多小說及電影的題材。